# 志村雄彦
志村 雄彦（しむら たけひこ、1983年2月14日 - ）は、宮城県泉市（現・仙台市泉区）出身の元プロバスケットボール選手である。日本男子プロバスケットボールリーグB.LEAGUEの仙台89ERSなどに所属し、2017-18シーズン終了後現役引退。現役時代のポジションはポイントガード。160cm、65kg。現役引退後、仙台89ERSのゼネラルマネージャーに就任した後、社長に就任。

## 来歴
10歳でバスケットボールを始め、仙台市立将監中学校へ進学。高校は仙台高校に進学。ウィンターカップ連覇、国体優勝などを経験。大学は慶應義塾大学に進学。4年時に関東大学リーグ、インカレで優勝し、MVPを受賞。

### 大学卒業後
2005年、東芝（現：川崎ブレイブサンダース）に加入（背番号10）。1年目から出場機会を得る。2007-2008年シーズン限りで退団し、bjリーグのトライアウトを受ける。2008年のbjリーグドラフト会議で地元の仙台89ERSから1巡目全体7位指名を受け入団。背番号は4番。
2011年3月に発生した東日本大震災による仙台の活動停止を受け、選手救済制度により琉球ゴールデンキングスにレンタル移籍。背番号は「89」。
bjリーグ 2011-12シーズンは活動再開した仙台に復帰。背番号は以前と同じ4番。リーグ3位の1試合平均5.3本のアシストを記録。
2012年2月16日にミヤギテレビアナウンサーの武田玲子と入籍した。
bjリーグ 2012-13シーズンは1試合平均6.25本のアシストを記録して、最多アシストのタイトルを初めて獲得した。
Bリーグ発足後も引き続き仙台でプレーし、2017-18シーズン限りで現役を引退。2018年初頭に渡辺太郎（7月から仙台の社長に就任）からフロント入りを要請され、引退を決意した。要請がなければ現役を続けるつもりだった

### 現役引退後
引退後、仙台のゼネラルマネージャーに就任。
2020年5月、仙台の社長に就任。
2021年2月13日の群馬戦で、桶谷大ヘッドコーチ不在のためヘッドコーチ代行としてベンチ入りした。翌14日も代行を務める予定だったが地震発生のため試合が中止となった。

## 人物
- 160cmと、男子の選手としてはとても小柄である。2008年に仙台に入団した当時は、bjリーグで2番目に背の低い選手（最も低いのは横浜ビー・コルセアーズの稲垣敦の158cm）であった。最も身長の高い孫明明 (2008-2009) とは76cmの差がある。プレイスタイル等から人気が高い選手。
- 2006世界選手権での日本のグループラウンド敗退の際に出した日本協会のコメントに対する批判を自身のブログで展開した。

## ギャラリー

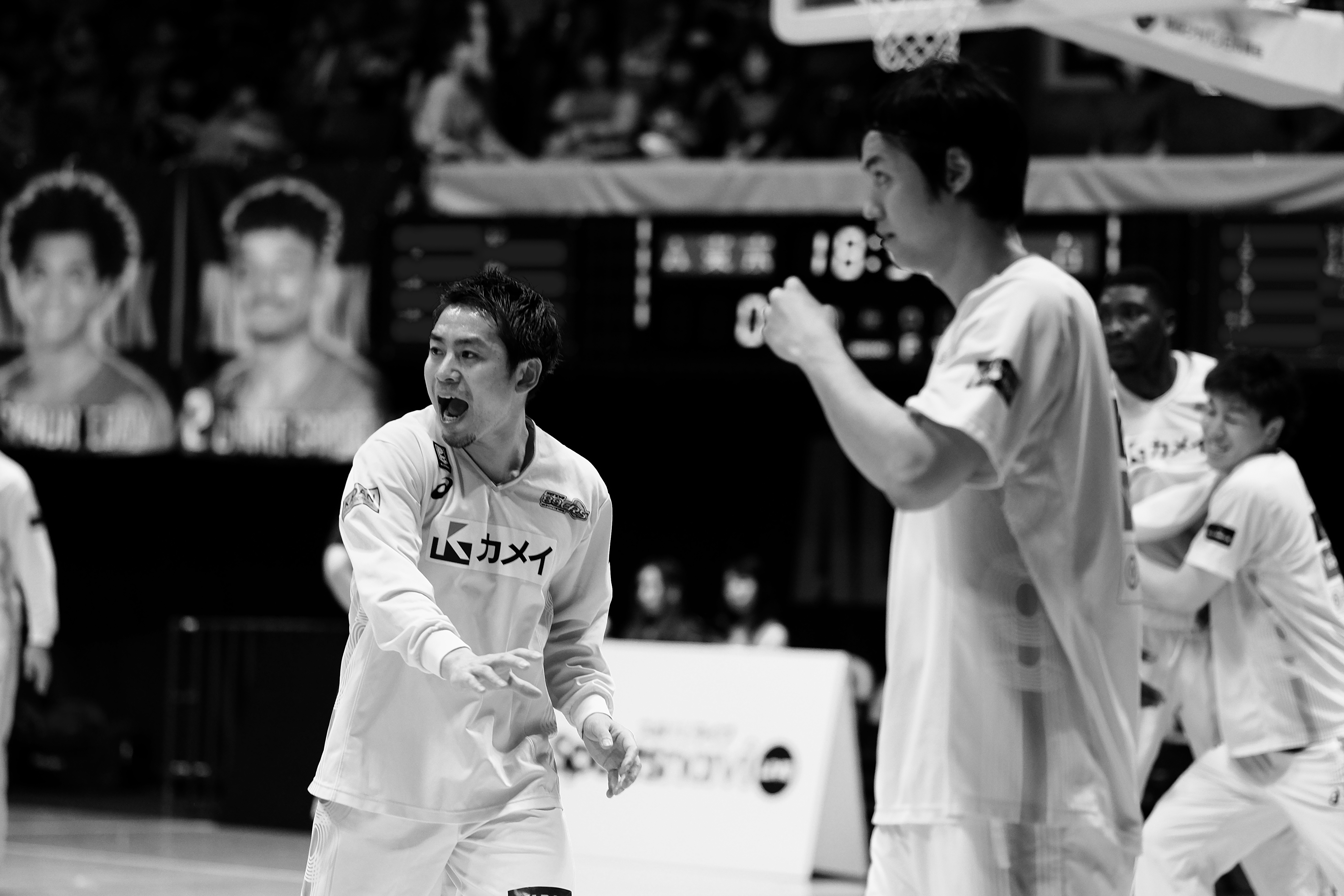
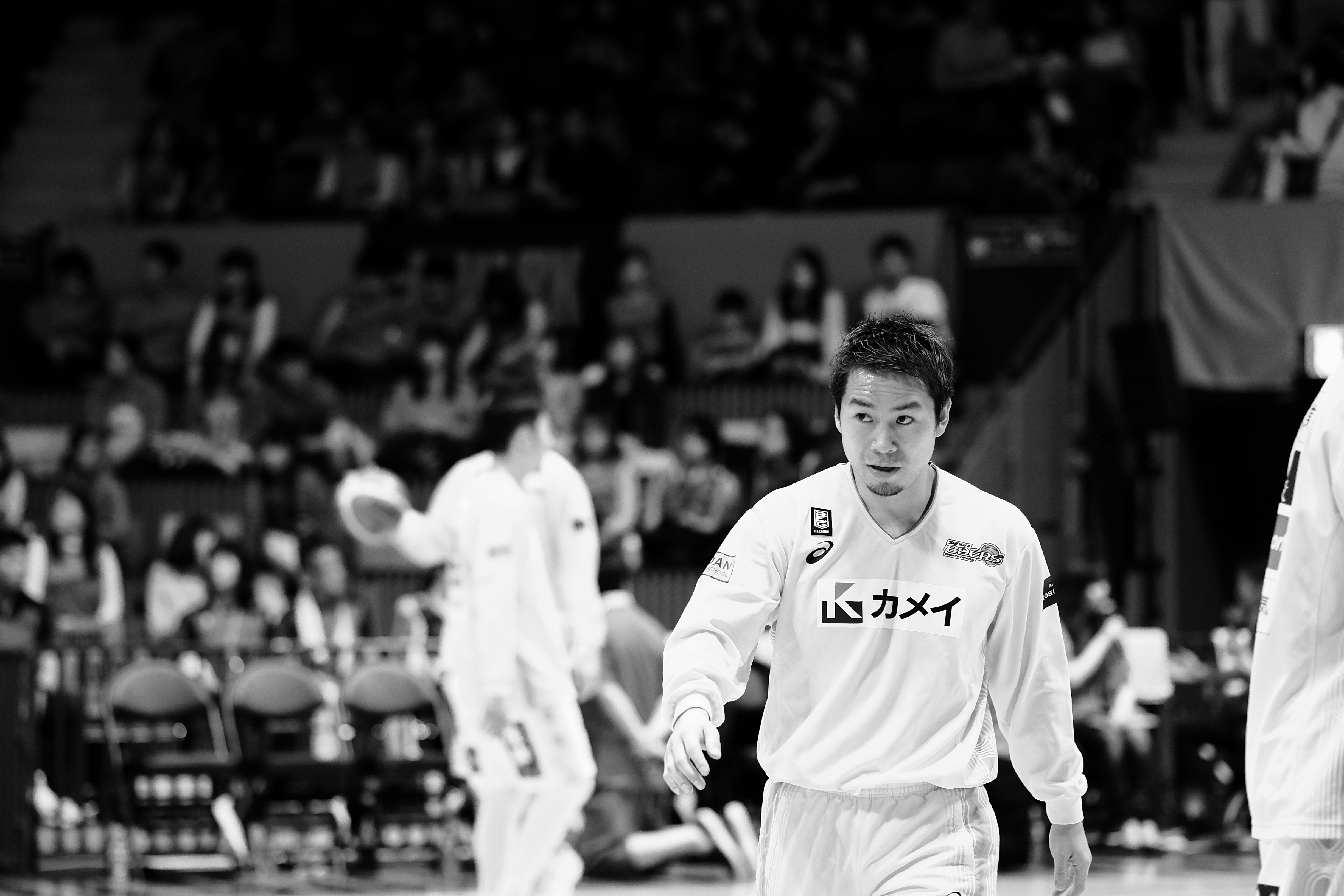

## 学歴
- 仙台市立将監中学校
- 仙台市立仙台高等学校
- 慶應義塾大学

## 記録
| シーズン         | チーム | GP | GS | MPG  | FG%  | 3P%  | FT%  | RPG | APG | SPG | BPG | TO  | PPG |
| ---------------- | ------ | -- | -- | ---- | ---- | ---- | ---- | --- | --- | --- | --- | --- | --- |
| bjリーグ 2008-09 | 仙台   |    |    |      |      |      |      |     |     |     |     |     |     |
| bjリーグ 2009-10 | 仙台   |    |    |      |      |      |      |     |     |     |     |     |     |
| bjリーグ 2010-11 | 仙台   |    |    |      |      |      |      |     |     |     |     |     |     |
| bjリーグ 2011-12 | 仙台   | 51 | 49 | 31.0 | .397 | .353 | .769 | 3.6 | 5.3 | 1.5 | 0.0 | 1.4 | 7.3 |
| bjリーグ 2012-13 | 仙台   | 52 | 52 | 29.4 | .410 | .379 | .759 | 2.7 | 6.3 | 1.5 | 0.0 | 1.2 | 7.9 |
| bjリーグ 2013-14 | 仙台   | 52 | 39 | 31.4 | .367 | .340 | .831 | 3.1 | 5.6 | 1.5 | 0.0 | 1.3 | 6.8 |
| bjリーグ 2014-15 | 仙台   | 52 |    | 28.3 | .381 | .409 | .818 | 2.9 | 4.2 | 1.4 | 0   | 1.1 | 5.5 |
| bjリーグ 2015-16 | 仙台   |    |    |      |      |      |      |     |     |     |     |     |     |
| B1 2016-17       | 仙台   |    |    |      |      |      |      |     |     |     |     |     |     |